# Sceptic
A Sceptic lengyel death metal zenekar. 1994-ben alakultak meg Krakkóban. Jacek Hiro gitáros alapította. Az énekesi szerepet több ember is betöltötte: az első és harmadik nagylemezükön Marcin Urbas futó énekelt, ő jelenleg csak "beugróként" tevékenykedik, a sport karrierje miatt. Jelenleg Weronika Zbieg az énekes, aki a szintén lengyel Totem nevű thrash/death metal együttes tagja is, ő az utolsó stúdióalbumukon énekelt először, és azóta is a zenekar tagja. 1994-től 1996-ig "Tormentor" néven tevékenykedtek, de mivelhogy ezen a néven már működik egy magyar black metal együttes is, így a lengyel zenekar kénytelen volt megváltoztatni a nevet.

## Tagok
- Jacek Hiro - gitár (1994-)
- Pawel Kolasa - basszusgitár (1996-2001, 2008-)
- Weronika Zbieg - éneklés (2004-)
- Daniel Kesler - gitár (2010-)
- James Stewart - dobok (2015-)

## Diszkográfia
- Blind Existence (1999)
- Pathetic Being (2001)
- Unbeliever's Script (2003)
- Infernal Complexity (2005)
- Nailed to Ignorance (2022)